# トリメタホスファターゼ
トリメタホスファターゼ(Trimetaphosphatase、EC 3.6.1.2)は、以下の化学反応を触媒する酵素である。
トリメタリン酸 + 水{\displaystyle \rightleftharpoons }三リン酸
従って、この酵素の基質は、トリメタリン酸と水の2つ、生成物は三リン酸のみである。
この酵素は加水分解酵素、特にリン含有酸無水物に作用に作用するものに分類される。系統名は、トリメタリン酸 ヒドロラーゼ(trimetaphosphate hydrolase)である。その他、inorganic trimetaphosphatase等とも呼ばれる。この酵素は、ピリミジン代謝に関与している。